# Greatest Hits 1987-1999
Greatest Hits 1987-1999 er et opsamlingsalbum af den australske sangerinde Kylie Minogue, kun udgivet i Australien i 2003. Sporlisten er en forlængelse af hendes opsamlingsalbum Greatest Hits (1992), tilføjer singler udgivet i perioden med Deconstruction Records.
Den medfølgende DVD med titlen Greatest Hits 1987-1998 indeholder alle musikvideoer udgivet fra perioden.

## Sporliste
| 1.  | "The Loco-Motion"                |  |
| 2.  | "I Should Be So Lucky"           |  |
| 3.  | "Got to Be Certain"              |  |
| 4.  | "Je Ne Sais Pas Pourquoi"        |  |
| 5.  | "Especially for You"             |  |
| 6.  | "Turn It into Love"              |  |
| 7.  | "Made in Heaven"                 |  |
| 8.  | "It's No Secret"                 |  |
| 9.  | "Hand on Your Heart"             |  |
| 10. | "Wouldn't Change a Thing"        |  |
| 11. | "Never Too Late"                 |  |
| 12. | "Tears on My Pillow"             |  |
| 13. | "Better the Devil You Know"      |  |
| 14. | "Step Back in Time"              |  |
| 15. | "What Do I Have to Do?" (7" Mix) |  |
| 16. | "Shocked" (DNA 7" Mix)           |  |

| 1.  | "Word Is Out" (Summer Breeze 7" Mix)        |  |
| 2.  | "If You Were with Me Now"                   |  |
| 3.  | "Give Me Just a Little More Time"           |  |
| 4.  | "Finer Feelings" (BIR 7" Mix)               |  |
| 5.  | "What Kind of Fool (Heard All That Before)" |  |
| 6.  | "Celebration"                               |  |
| 7.  | "Confide in Me" (Master Mix)                |  |
| 8.  | "Put Yourself in My Place"                  |  |
| 9.  | "Where Is the Feeling?" (BIR 7" Mix)        |  |
| 10. | "Where the Wild Roses Grow"                 |  |
| 11. | "Some Kind of Bliss"                        |  |
| 12. | "Did It Again"                              |  |
| 13. | "Breathe" (Radio Edit)                      |  |
| 14. | "Cowboy Style" (Radio Edit)                 |  |
| 15. | "Dancing Queen" (7" Edit)                   |  |
| 16. | "Tears"                                     |  |
| 17. | "The Real Thing"                            |  |

## DVD
1. "The Loco-Motion"
2. "I Should Be So Lucky"
3. "Got to Be Certain"
4. "Je Ne Sais Pas Pourquoi"
5. "Especially for You"
6. "It's No Secret"
7. "Made in Heaven"
8. "Hand on Your Heart"
9. "Wouldn't Change a Thing"
10. "Never Too Late"
11. "Tears on My Pillow"
12. "Better the Devil You Know"
13. "Step Back in Time"
14. "What Do I Have to Do?"
15. "Shocked"
16. "Word Is Out"
17. "If You Were with Me Now"
18. "Give Me Just a Little More Time"
19. "Finer Feelings"
20. "What Kind of Fool (Heard All That Before)"
21. "Celebration"
22. "Confide in Me"
23. "Put Yourself in My Place"
24. "Where Is the Feeling?"
25. "Where the Wild Roses Grow"
26. "Some Kind of Bliss"
27. "Did It Again"
28. "Breathe"
29. "Cowboy Style"